# Teatro Royal Center
El Teatro Royal Center ubicado en el barrio Chapinero en la ciudad de Bogotá, es un teatro moderno que puede albergar eventos musicales, teatrales y televisivos.

## Historia
Inaugurado el 17 de febrero de 1977 con el nombre de "Royal Plaza" por el empresario libanés Antonio Sefair, fue por muchos años una de las salas de cine más importantes de la ciudad de Bogotá. Por sus pantallas pasaron filmes de la categoría de "Maratón de la Muerte" (Cinta con la que se inauguró la sala), "Superman", "Apocalípsis Ahora", "Cazadores del Arca Perdida", "Batman", "Quién engaño a Roger Rabbit", "Dick Tracy", "La Lista de Schindler", "E.T" entre muchas otras. 
A mediados de la primera década del 2000, la baja afluencia a las salas de Chapinero debido a los cambios en el consumo cinematográfico, que se desplazó a los centros comerciales, llevó a su cierre. El teatro se transformó en una sala de eventos, cambiando su nombre y su fachada posteriormente en "Royal Center".
La capacidad máxima es de 3.500 personas, es el teatro más grande que se encuentra en la ciudad de Bogotá.

## Eventos
Hoy en día este complejo es más utilizado para organizar conciertos debido a la versatilidad del lugar. Entre los artistas que se han presentado en este recinto se encuentran: 
| Año  | Fechas             | Artista |
| ---- | ------------------ | --- |
| 2011 | 25 de febrero      | LCD Soundsystem |
| 2011 | 26 de abril        | Stratovarius Helloween |
| 2011 | 12 de agosto       | Pitbull, J Balvin y Jiggy Drama |
| 2011 | 2 de septiembre    | Jorge González |
| 2011 | 16 de septiembre   | Blind Guardian |
| 2012 | 27 de marzo        | Foster the People |
| 2012 | 31 de marzo        | Ángeles del Infierno y Tierra Santa |
| 2012 | 3 de abril         | Thievery Corporation |
| 2012 | 4 de abril         | Friendly Fires |
| 2012 | 30 de abril        | Anthrax, Exodus, Obituary y Aggressive |
| 2012 | 21 de mayo         | WarCry |
| 2012 | 7 de junio         | Therion |
| 2012 | 26 de junio        | Porta, Kavelo & No Drama y Big Mancilla |
| 2012 | 29 de junio        | The Smashing Pumpkins |
| 2012 | 2 de septiembre    | Megadeth y Patricio Stiglich Project |
| 2012 | 31 de octubre      | Bomba Estéreo |
| 2012 | 5 de noviembre     | Gogol Bordello |
| 2012 | 12 de noviembre    | Cavalera Conspiracy y Stained Glory |
| 2013 | 7 de septiembre    | Bomba Estéreo y Mala Rodríguez |
| 2013 | 7 de octubre       | WarCry |
| 2013 | 17 de octubre      | Jane's Addiction y Árbol de Ojos |
| 2013 | 18 y 20 de octubre | The xx |
| 2013 | 3 de diciembre     | Steve Vai |
| 2013 | 13 de diciembre    | Café Tacuba y Bomba Estéreo |
| 2014 | 14 de marzo        | Illya Kuryaki and the Valderramas y Systema Solar |
| 2014 | 25 de marzo        | Iced Earth |
| 2014 | 10 de abril        | The Drums |
| 2014 | 2 de mayo          | Information Society |
| 2014 | 6 de mayo          | Megadeth y The South |
| 2014 | 24 de mayo         | Amon Amarth |
| 2014 | 26 de mayo         | Therion |
| 2014 | 31 de mayo         | Jose Andrea, Gillman, Saurom, Sagar, Legend Maker, Power Insane y Mindwall                                                                                         |
| 2014 | 9 de agosto        | Quiet Riot, Faster Pussycat, Broken Zip, Sagar, Anger Rise y The Price                                                                                             |
| 2014 | 27 de agosto       | Joss Stone |
| 2014 | 23 de septiembre   | Joe Satriani |
| 2014 | 5 de octubre       | Franz Ferdinand |
| 2014 | 7 de octubre       | Queens of the Stone Age y Alain Johannes |
| 2014 | 31 de octubre      | Mala Rodríguez, Hercules and Love Affair y Los Petitfellas |
| 2014 | 7 de noviembre     | La Oreja de Van Gogh |
| 2014 | 13 de noviembre    | Fito Páez |
| 2014 | 19 de noviembre    | Icona Pop |
| 2014 | 20 de noviembre    | Tame Impala, Esteman y The Lumineers |
| 2014 | 7 de diciembre     | Capital Cities |
| 2015 | 20 de marzo        | James Blunt |
| 2015 | 25 de marzo        | Interpol y Él Mató a un Policía Motorizado |
| 2015 | 31 de mayo         | Machine Head |
| 2015 | 5 de junio         | Mägo de Oz |
| 2015 | 20 de junio        | Kraken, Albatroz y Mankind |
| 2015 | 19 y 20 de julio   | Koyi K Utho, El Sagrado, Surviving in a World, Nonsense Premonition, Black Note, Kontragolpe, Black Memory, Info, New World Order, Prave, Unauthorized y Dj Reichi |
| 2015 | 20 de agosto       | Tokio Hotel |
| 2015 | 18 de septiembre   | Faith No More y Desnudos En Coma |
| 2015 | 1 de octubre       | Natalia Lafourcade y Juan Pablo Vega |
| 2015 | 2 de octubre       | Foals y Movement |
| 2015 | 10 de octubre      | Nightwish y Delain |
| 2015 | 26 de noviembre    | J Balvin, Farruko y Jiggy Drama |
| 2015 | 29 de noviembre    | R5 |
| 2015 | 8 de diciembre     | Aterciopelados, Esteman, Manuel Mendrano, Macaco, Pedrina y rio, Bomba Estéreo, Monsieur Periné y Los Petitfellas                                                  |
| 2016 | 14 de febrero      | Epica |
| 2016 | 19 de febrero      | PXNDX |
| 2016 | 19 de marzo        | Manu Chao y Alerta Kamarada |
| 2016 | 27 de marzo        | Soulfly & Kilcrops |
| 2016 | 1 de abril         | Cultura Profética |
| 2016 | 13 de mayo         | Los Cafres y Monsieur Periné |
| 2016 | 14 de junio        | Pablo Alborán |
| 2016 | 28 de septiembre   | 2Cellos |
| 2016 | 6 de octubre       | Iggy Pop |
| 2016 | 14 de octubre      | Totó la Momposina y Herencia de Timbiquí |
| 2016 | 11 de diciembre    | La Pestilencia, No Te Va Gustar, Telebit, Diamante Eléctrico, Don Tetto, The Mills, Cocoa Sirens y Stayway                                                         |
| 2017 | 20 de enero        | Nicolas Jaar y Helado Negro |
| 2017 | 24 de febrero      | Diplo, Mad Professor, Dj Mike Style y Rat Race |
| 2017 | 30 de marzo        | Melendi y Pedrina y rio |
| 2017 | 7 de abril         | Ángeles del Infierno y Mateo Acevedo Band |
| 2017 | 3 de mayo          | Rhapsody |
| 2017 | 19 de noviembre    | Apocalyptica |
| 2017 | 8 de diciembre     | Fonseca, Sebastián Yatra, Jesse & Joy, Martina la Peligrosa, Vicente García y Irie Kingzs                                                                          |
| 2018 | 9 de marzo         | Rawayana, Vicente García y El Freaky |
| 2018 | 9 de abril         | Mon Laferte, Juan Pablo Vega y David Aguilar |
| 2018 | 14 de junio        | Ha*Ash |
| 2018 | 21 de junio        | Los Amigos Invisibles |
| 2018 | 9 de septiembre    | Ventino |
| 2018 | 11 de septiembre   | KARD |
| 2018 | 4 de octubre       | Nightwish |
| 2018 | 16 de octubre      | Vance Joy |
| 2018 | 1 de noviembre     | Claptone |
| 2018 | 15 de noviembre    | Dimmu Borgir |
| 2018 | 18 de noviembre    | Cavalera Conspiracy y Witchtrap |
| 2018 | 24 de noviembre    | Yuri |
| 2018 | 30 de noviembre    | Boyce Avenue |
| 2019 | 22 de enero        | Primus |
| 2019 | 1 de marzo         | Robin Schulz |
| 2019 | 25 de marzo        | Snow Patrol |
| 2019 | 11 de mayo         | Jungle |
| 2019 | 17 de mayo         | La-33 |
| 2019 | 18 de mayo         | Rata Blanca |
| 2019 | 29 de mayo         | Armando Manzanero y Mocedades |
| 2019 | 7 de junio         | The Neighbourhood |
| 2019 | 21 de junio        | Los Caligaris |
| 2019 | 6 de agosto        | Kany García |
| 2019 | 16 y 17 agosto     | Los Auténticos Decadentes Unplugged |
| 2019 | 29 de agosto       | HammerFall |
| 2019 | 14 de septiembre   | Dread Mar-I |
| 2019 | 6 de octubre       | LP |
| 2019 | 25 y 26 de octubre | Kevin Roldán |
| 2019 | 31 de octubre      | The Offspring, Bad Religion y Chite |
| 2019 | 2 de noviembre     | Epica |
| 2019 | 9 de noviembre     | Nach |
| 2019 | 10 de noviembre    | WarCry |
| 2019 | 20 de noviembre    | Keane y The Mills |
| 2020 | 5 de marzo         | Beret |
| 2020 | 14 de marzo        | Peter Manjarrés el Preferido |
| 2020 | 31 de marzo        | Kali Uchis |
| 2020 | 19 de mayo         | Young the Giant |
| 2020 | 6 de junio         | Mägo de Oz |
| 2020 | 11 de junio        | Lauren Daigle |
| 2020 | 31 de diciembre    | Amon Amarth y Powerwolf |
| 2022 | 24 de marzo        | Black Pumas |
| 2022 | 6 de abril         | Molchat Doma |
| 2022 | 29 de abril        | Opeth |
| 2022 | 5 y 6 de mayo      | Boris Brejcha y Ann Clue |
| 2022 | 15 de mayo         | Emperor |
| 2022 | 19 de julio        | Erasure |
| 2022 | 26 de noviembre    | WOS |
| 2022 | 2 de diciembre     | Vicente García |
| 2022 | 5 de diciembre     | Tristania |
| 2023 | 29 de enero        | Turilli / Lione Rhapsody |
| 2023 | 16 de febrero      | Opeth |
| 2023 | 8 de marzo         | Lauren Jauregui |
| 2023 | 16 de marzo        | Melendi |
| 2023 | 22 de marzo        | Tove Lo |
| 2023 | 24 de marzo        | Los Calzones Rotos |
| 2023 | 25 de marzo        | WarCry |
| 2023 | 19 de abril        | Accept, Grave Digger, Stratovarius |
| 2023 | 20 de abril        | José Madero |
| 2023 | 22 de abril        | Apocalyptica |
| 2023 | 25 de abril        | Lamb of God |
| 2023 | 2 de mayo          | Kreator, Testament |
| 2023 | 9 de mayo          | Mac Martel |
| 2023 | 11 de mayo         | Pabllo Vittar |
| 2023 | 13 de mayo         | The Eras Party: homenaje a Taylor Swift |
| 2023 | 14 de mayo         | The Rasmus |
| 2023 | 27 de mayo         | Kudai |
| 2023 | 3 de junio         | Luis7Lunes, Vic Deal, Maco Matt, La Etnnia, Penyair, Tres Coronas y Granuja                                                                                        |
| 2023 | 24 de junio        | El Kanka |
| 2023 | 12 de agosto       | Juliana Velásquez |
| 2023 | 25 de agosto       | Mitú |
| 2023 | 7 de octubre       | The Warning |
| 2023 | 13 de octubre      | Lasso |
| 2023 | 5 de noviembre     | Boy Harsher |
| 2023 | 13 de noviembre    | The Lumineers |
| 2023 | 17 de noviembre    | Esteman |
| 2023 | 24 de noviembre    | Saurom |
| 2023 | 5 de diciembre     | K. K. Downing |
| 2023 | 8 de diciembre     | Elsa y Elmar |
| 2024 | 4 de febrero       | Epica |
| 2024 | 9 de febrero       | Rupatrupa |
| 2024 | 23 de febrero      | Men at Work |
| 2024 | 20 y 21 de marzo   | Greta Van Fleet |
| 2024 | 5 de abril         | Royal Blood |
| 2024 | 7 de abril         | Turnstile |
| 2024 | 16 de abril        | Emperor, Necrophobic |
| 2024 | 18 de abril        | Voz Veis |
| 2024 | 27 de abril        | Kybba |
| 2024 | 9 de mayo          | Accept |
| 2024 | 10 de mayo         | Damas Gratis |
| 2024 | 11 de mayo         | Bicep |
| 2024 | 17 de mayo         | Ashnikko |
| 2024 | 18 de mayo         | Mägo de Oz |
| 2024 | 20 de mayo         | Black Pumas |
| 2024 | 25 de mayo         | Elder Dayán Díaz |
| 2024 | 5 de julio         | Rawayana |
| 2024 | 24 de agosto       | Monsieur Periné |
| 2024 | 8 de septiembre    | FMS COLOMBIA |
| 2024 | 20 de septiembre   | ARTMS |
| 2024 | 22 de octubre      | Amon Amarth |
| 2024 | 25 de octubre      | Wos |
| 2024 | 30 de octubre      | Mother Mother |
| 2024 | 2 de noviembre     | Zhu |
| 2024 | 9 de noviembre     | Kudai |
| 2024 | 7 de diciembre     | Siddhartha |
| 2024 | 21 de diciembre    | Don Tetto |
| 2025 | 1 de marzo         | YSY A |
| 2025 | 12 de marzo        | Garbage |
| 2025 | 20 de marzo        | The Warning |
| 2025 | 26 de marzo        | Parcels |
| 2025 | 26 de abril        | KALEO |
| 2025 | 27 de abril        | W.A.S.P. |
| 2025 | 9 de mayo          | Sabaton |
| 2025 | 7 de agosto        | Rata Blanca |
| 2025 | 16 de agosto       | ALI A.K.A MIND |
| 2025 | 27 de septiembre   | YSY A |
| 2025 | 18 de octubre      | Bandalos Chinos |
| 2025 | 13 de noviembre    | Damiano David |
| 2025 | 5 de diciembre     | Pierce the Veil |